# Sérvio Sulpício Pretextato
Sérvio Sulpício Pretextato ou Sérvio Sulpício Pretestato (em latim: Servius Sulpicius Praetextatus) foi um político da gente Sulpícia nos primeiros anos da República Romana eleito tribuno consular quatro vezes, em 377, 376, 370 e 368 a.C..

## Família
Sérvio Sulpício era casado com a filha mais velha de Marco Fábio Ambusto. Uma anedota frequente conta que a irmã de sua esposa, a filha mais jovem de Marco Fábio, Fábia, que era casada com o plebeu Caio Licínio Estolão, incitou o marido a tentar o consulado para os plebeus através da Lex Licinia Sextia por estar com ciúmes das honras dispensadas ao marido da irmã, que era patrício. Já no começo do século XIX, o historiador alemão Barthold Georg Niebuhr indicou as contradições e baixa confiabilidade desta história.

## Tribunato consular (377 a.C.)
Em 377 a.C., foi eleito tribuno consular com Caio Vetúrio Crasso Cicurino, Lúcio Quíncio Cincinato Capitolino, Públio Valério Potito Publícola, Lúcio Emílio Mamercino e Caio Quíncio Cincinato.
Durante seu mandato, Roma teve que enfrentar somente a ameaça dos volscos, desta vez aliados aos latinos. Organizado o alistamento, o exército foi dividido em três partes: uma para defender a cidade, uma para a defesa do território romano e a maior parte foi enviada para combater o inimigo, sob as ordens de Lúcio Emílio e Públio Valério.
A batalha foi travada perto de Sátrico e os romanos levaram a melhor, apesar da forte resistência dos latinos, que haviam copiado as técnicas militares romanas. Enquanto os volscos se retiraram para Âncio (sua capital), a partir de onde trataram sua rendição, entregando a cidade e seu território aos romanos, os latinos atearam fogo a Sátrico e atacaram Túsculo, segundo eles uma cidade "duplamente culpada", pois era a única latina que havia obtido a cidadania romana.
Enquanto os latinos ocupavam a cidade, os tuscolanos se retiraram para a cidadela e enviaram um pedido de ajuda urgente aos romanos, que enviaram reforços sob as ordens de Lúcio Quíncio e Sérvio Sulpício, que conseguiram expulsar os latinos e libertar a cidade.

## Segundo tribunato consular (376 a.C.)?
Em 376 a.C., foi tribuno novamente, desta vez com Licínio Menênio Lanato, Sérvio Cornélio Maluginense e Lúcio Papírio Crasso.

## Segundo (ou terceiro?) tribunato consular (370 a.C.)
Em 370 a.C., Sérvio Sulpício foi eleito novamente, desta vez com Lúcio Fúrio Medulino Fuso, Caio Valério Potito, Aulo Mânlio Capitolino, Sérvio Cornélio Maluginense e Públio Valério Potito Publícola.
As eleições em Roma foram interrompidas por um período de cinco anos, durante os quais não se elegerem tribunos consulares, principalmente por causa do veto imposto pelos tribunos da plebe Caio Licínio Calvo Estolão e Lúcio Sêxtio Laterano e a causa foi o ataco dos veletros a Túsculo, uma cidade aliada de Roma. Os romanos conseguiram expulsar os atacantes em sua própria cidade, que foi cercada, mas não foi possível capturá-la.

## Terceiro (ou quarto?) tribunato consular (368 a.C.)
Em 368 a.C., foi eleito tribuno consular pela última vez, com Espúrio Servílio Estruto, Lúcio Papírio Crasso, Sérvio Cornélio Maluginense, Tito Quíncio Cincinato Capitolino e Lúcio Vetúrio Crasso Cicurino.
Quando os tribunos da plebe Caio Licínio Calvo Estolão e Lúcio Sêxtio Laterano lideraram as tribos a votarem as suas próprias propostas a favor da plebe, mesmo com o veto expresso dos demais tribunos da plebe, controlados pelos patrícios. O Senado então nomeou Camilo ditador pela quarta vez, nominalmente para dar conta de um ataque dos velétrios, mas principalmente para impedir a votação das leis de Licínio e Sêxtio.
| “ | E como as tribos já haviam sido convocadas a votar e o veto dos colegas não impediu os promotores da lei, os patrícios, alarmados, recorreram a duas medidas extremas: o cargo mais alto e o cidadão acima de todos os demais. Decidiram nomear um ditador e a escolha recaiu sobre Marco Fúrio Camilo, que escolheu Lúcio Emílio como seu mestre da cavalaria. | ” |
|   | — Lívio, Ab Urbe Condita VI, 4, 38. |   |